# Же-Ривьер
Же-Ривье́р (фр. Gée-Rivière) — коммуна во Франции, находится в регионе Юг — Пиренеи. Департамент — Жер. Входит в состав кантона Рискль. Округ коммуны — Миранд.
Код INSEE коммуны — 32145.

## География

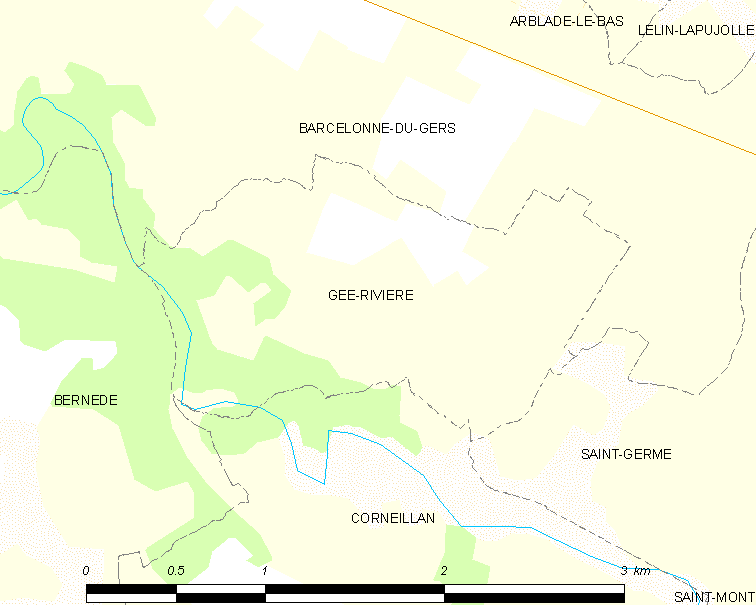
Карта коммуны

Коммуна расположена приблизительно в 610 км к югу от Парижа, в 135 км западнее Тулузы, в 65 км к западу от Оша.
По территории коммуны протекает река Адур.

## Климат
Климат умеренно-океанический. Лето жаркое и немного дождливое, температура часто превышает 35 °С. Зимой часто бывает отрицательная температура и ночные заморозки. Годовое количество осадков — 700—900 мм.

## Население
Население коммуны на 2010 год составляло 49 человек.
| 1962 | 1968 | 1975 | 1982 | 1990 | 1999 | 2010 |
| ---- | ---- | ---- | ---- | ---- | ---- | ---- |
| 44   | 44   | 38   | 39   | 51   | 49   | 49   |

## Администрация
| Период | Период | Фамилия     | Партия        | Примечания |
| ------ | ------ | ----------- | ------------- | ---------- |
| 1971   | 2020   | Андре Бакье | сторонник ФКП |            |

## Экономика
В 2010 году среди 28 человек трудоспособного возраста (15-64 лет) 23 были экономически активными, 5 — неактивными (показатель активности — 82,1 %, в 1999 году было 75,0 %). Из 23 активных жителей работали 21 человек (10 мужчин и 11 женщин), безработных было 2 (0 мужчин и 2 женщины). Среди 5 неактивных 1 человек был учеником или студентом, 4 — пенсионерами, 0 были неактивными по другим причинам.

## Достопримечательности
- Церковь Св. Сатурнина в романском стиле (XI век)